# Comuna de Mniów
Mniów (polaco: Gmina Mniów) é uma gminy (comuna) na Polónia, na voivodia de Santa Cruz e no condado de Kielecki. A sede do condado é a cidade de Mniów.
De acordo com os censos de 2006, a comuna tem 9249 habitantes, com uma densidade 97,2 hab/km².

## Área
Estende-se por uma área de 95,27 km², incluindo:
- área agricola: 66%
- área florestal: 24%

## Demografia
Dados de 30 de Junho 2004:
|                      | Total   | Total | Mulheres | Mulheres | Homens  | Homens |
| -------------------- | ------- | ----- | -------- | -------- | ------- | ------ |
|                      | pessoas | %     | pessoas  | %        | pessoas | %      |
| População            | 9263    | 100   | 4684     | 50,6     | 4579    | 49,4   |
| Densidade (pop./km²) | 97,2    | 100   | 49,2     | 49,2     | 48,1    | 48,1   |

De acordo com dados de 2005, o rendimento médio per capita ascendia a 1601,55 zł.

## Comunas vizinhas
- Łopuszno, Miedziana Góra, Radoszyce, Smyków, Stąporków, Strawczyn, Zagnańsk